# Muzej povijesti umjetnosti u Beču
Muzej povijesti umjetnosti u Beču (njemački: Kunsthistorisches Museum) je muzej umjetnosti u Beču (Austrija) koji je smješten u reprezentativnoj palači na Ringstraßeu. Njegova kolekcija obuhvaća djela od starog Egipta do 18. stoljeća, od čega se osobito vrijednom ističe kolekcija renesansnih i baroknih slika talijanske, njemačke, flamanske i španjolske slikarske škole.

## Povijest
Muzej povijesti umjetnosti je izgrađen kako bi udomio dragocjenu habsburšku kolekciju umjetnina, ali i kako bi ona bila dostupna javnosti. Otvorio ga je 1891. godine, iste godine kad i Prirodoslovno-povijesni muzej u Beču (Naturhistorisches Museum), Austro-Ugarski car Franjo Josip I. Oba ova muzeja imaju identične vanjštine i gledaju jedan u drugi preko trga Marije Terezije (Maria-Theresien-Platz). Oba su također izgrađena od 1872. – 91. godine prema planovima arhitekata Gottfrieda Sempera i Karla Freiherra von Hasenauera. Semper je želio obnoviti ideju rimskog foruma s dvije simetrične neobarokne muzejske palače preko puta carske palače Hofburg i velikog pristupnog trga Heldenplatz. Između palača smjestio je veliki trg-park Marije Terezije s velikim spomenikom carice u središtu. 
Sama građevina je kvadratičnog plana sa središnjom osmerokutnom kupolom, visine 60 m, iznad glavnog pročelja od pješčenjaka. Unutrašnjost je raskošno ukrašena mramorom, štukom, zlatom i slikama.

## Kolekcija
Glavna kolekcija muzeja je ona Habsburgovaca, i čini ju ponajviše portreti i oklopi koje su skupili Ferdinand II. Tirolski i car Rudolf II., te slike koje je skupio nadvojvoda Leopold Wilhelm Austrijski.
Pored njih, tu su smještene i kolekcije staroegipatskih i bliskoistočnih umjetnina, starogrčkih i starorimskih umjetnina, kolekcija skulptura i djela primijenjenih umjetnosti, kabineti kovanica i knjižnica.
U novom krilu palače Hofburg smještena je kolekcija umjetnina iz starogrčkog Efeza (na današnjoj Turskoj obali), nastala tijekom sedam ekspedicija od 1896. – 1906. god. Pored ove kolekcije u palači Hofburg se nalaze i druge kojima upravlja uprava Muzeja povijesti umjetnosti: zbirka starih muzičkih instrumenata, zbirka dvorskih lovačkih trofeja, te Carski trezor s vladarskim predmetima austrijskog nadvojvodstva, Austrijskog Carstva i Svetog Rimskog Carstva. Muzej povijesti umjetnosti upravlja i kolekcijom carskih kočija i automobila u dvorcu Schönbrunn, te kolekcijom nadvojvode Ferdinanda II. u dvorcu Ambrasu u Innsbrucku (od 1950.). Od siječnja 2001. god. i Etnološki muzej na Heldenplatzu i Austrijski muzej kazališta na trgu Lobkowitz priključeni su Muzeju povijesti umjetnosti.
Neke od slavnih umjetnina muzeja:
- Apoksiomen, 3. stoljeće pr. Kr.
- Eutropije, 5. stoljeće
- Kruna Svetog Rimskog Carstva, 10. stoljeće
- Jan van Eyck, Kardinal Niccolò Albergati, oko 1435.
- Andrea Mantegna, Sveti Sebastijan, oko 1458.
- Rafael, Gospa od livade, 1505.
- Giorgione, Tri filozofa, oko 1507.
- Albrecht Dürer, Car Maximilian I., 1519.
- Parmigianino, Autoportret u konveksnom zrcalu, 1524.
- Correggio, Jupiter i Ija, oko 1530.
- Tizian, Ecce Homo, oko 1543.
- Pieter Brueghel stariji, Babilonski toranj, 1563.
- Pieter Brueghel stariji, Lovci u snijegu, 1565.
- Giuseppe Arcimboldo, Ljeto, 1563.
- Benvenuto Cellini, Solnica Franje I., 1543.
- Tintoretto, Čovjek s bijelom bradom, oko 1570.
- Caravaggio, Kruna od trnja, 1602.-07.
- Anthonis van Dyck, Samson i Dalila, oko 1629.
- Peter Paul Rubens, Autoportret, 1639.
- Rembrandt, Autoportret, 1652.
- Thomas Gainsborough, Krajolik u Suffolku, oko 1748.
- Jacques-Louis David, Napoleon prelazi Alpe, 1801.

## Vanjske poveznice
- Službena stranica muzeja (engl.)
- Kunsthistorisches Museum na portalu Encyclopædia Britannica Online (engl.)
- Kružna panorama ulaza